# العلاقات الكورية الجنوبية الليبية
العلاقات الكورية الجنوبية الليبية هي العلاقات الثنائية التي تجمع بين كوريا الجنوبية وليبيا.

## مقارنة بين البلدين
هذه مقارنة عامة ومرجعية للدولتين:
| وجه المقارنة                                              | كوريا الجنوبية                                                          | ليبيا                                       |
| --------------------------------------------------------- | ----------------------------------------------------------------------- | ------------------------------------------- |
| المساحة (كم2)                                             | 100.30 ألف                                                              | 1.76 مليون                                  |
| عدد السكان (نسمة)                                         | 51.47 مليون                                                             | 6.37 مليون                                  |
| الكثافة السكانية (ن./كم²)                                 | 513.16                                                                  | 3.62                                        |
| العاصمة                                                   | سول                                                                     | طرابلس                                      |
| اللغة الرسمية                                             | اللغة الكورية                                                           | اللغة العربية، اللغة العربية الفصحى الحديثة |
| العملة                                                    | وون كوري جنوبي                                                          | دينار ليبي                                  |
| الناتج المحلي الإجمالي (بليون دولار)                      | 1.53 تريليون                                                            | 50.98 مليار                                 |
| الناتج المحلي الإجمالي (تعادل القوة الشرائية) بليون دولار | 1.75 تريليون                                                            | 69.32 مليار                                 |
| الناتج المحلي الإجمالي الاسمي للفرد دولار أمريكي          | 27.22 ألف                                                               |                                             |
| الناتج المحلي الإجمالي للفرد دولار أمريكي                 |                                                                         | 15.60 ألف                                   |
| مؤشر التنمية البشرية                                      | 0.901                                                                   | 0.724                                       |
| رمز المكالمات الدولي                                      | +82                                                                     | +218                                        |
| رمز الإنترنت                                              | .kr                                                                     | .ly                                         |
| المنطقة الزمنية                                           | توقيت كوريا الجنوبية، ت ع م+09:00، آسيا/سيول ‏، ت ع م+08:00، ت ع م+08:30 | ت ع م+02:00، توقيت شرق أوروبا               |

## منظمات دولية مشتركة
يشترك البلدان في عضوية مجموعة من المنظمات الدولية، منها:
| علم المنظمة | اسم المنظمة                        | تاريخ انضمام كوريا الجنوبية | تاريخ انضمام ليبيا |
| ----------- | ---------------------------------- | --------------------------- | ------------------ |
|             | مؤسسة التمويل الدولية              | 16 مارس 1964                | 18 سبتمبر 1958     |
|             | منظمة حظر الأسلحة الكيميائية       | ?                           | ?                  |
|             | يونسكو                             | 14 يونيو 1950               | 27 يونيو 1953      |
|             | البنك الإفريقي للتنمية             | ?                           | ?                  |
|             | الأمم المتحدة                      | 17 سبتمبر 1991              | 14 ديسمبر 1955     |
|             | منظمة الشرطة الجنائية الدولية      | ?                           | ?                  |
|             | البنك الدولي للإنشاء والتعمير      | 26 أغسطس 1955               | 17 سبتمبر 1958     |
|             | الاتحاد البريدي العالمي            | ?                           | ?                  |
|             | مؤسسة التنمية الدولية              | 18 مايو 1961                | 1 أغسطس 1961       |
|             | وكالة ضمان الاستثمار متعدد الأطراف | 12 أبريل 1988               | 5 أبريل 1993       |

## أعلام
هذه قائمة لبعض الشخصيات التي تربطها علاقات بالبلدين:
- عاشور بن خيال (سياسي ليبي، سبتمبر 1939 – )

## وصلات خارجية
- موقع وزارة الخارجية الكورية الجنوبية
- موقع وزارة الخارجية الليبية